# Adrián Ruiz Leal
Adrián Ruiz Leal (Maipú, Argentina, 31 de agosto de 1898 - Mendoza, Argentina, 3 de agosto de 1980) fue un naturalista y botánico argentino.

## Biografía
Nació en la localidad de Maipú, sus padres fueron Juan Gerónimo Ruiz y Eloísa Leal quienes conformaron una familia numerosa de la cual fue el menor de sus hijos. Realizó sus estudios secundarios en el Colegio Nacional de Mendoza. Durante su etapa de estudiante secundario, el botánico Renato Sanzin, fue su profesor de Historia Natural, quien a través de sus enseñanzas sobre la flora y fauna ejerció una gran influencia en la formación biológica de Ruiz Leal y en su futuro profesional en la botánica. Finalizados sus estudios secundarios se trasladó a Buenos Aires, donde iniciaría sus estudios universitarios en las Ciencias Naturales en la Universidad de Buenos Aires. Sin embargo durante el primer año de su carrera la muerte de su padre y los escasos recursos económicos lo obligaron a abandonarla y comenzó a trabajar como corrector de pruebas en la editorial Vaccaro.
Regresó a Mendoza donde se desempeñó como oficial de justicia en el Juzgado de Luján de Cuyo, posteriormente trabajó como agricultor. En 1922 solicitó ser reincorporado a la editorial Vaccaro, pero sin éxito. En 1925 ofrece al director del Museo Nacional de Ciencias Naturales de Buenos Aires 1000 ejemplares herborizados que son comprados por el museo.
Por un breve período (1936-1937) trabajó en el Museo de Historia Natural J. C. Moyano, de Mendoza, allí estableció una estrecha amistad con quien fuera su director, el Dr. Eduardo Carette. En 1937 ambos renunciaron a sus cargos e ingresaron a trabajar en el Laboratorio Antifiloxérico de la Dirección provincial de Industrias, donde Ruiz Leal se desempeñó como ayudante de laboratorio hasta 1943.
En 1940 formó parte de una expedición al Aconcagua donde tuvo la oportunidad de colectar cerca de 2000 ejemplares de la flora nativa que incluyeron el descubrimiento de nuevas especies de criptógamas.
Entre 1943 y 1947 se desempeñó como encargado de la sección Forestal de la Dirección Provincial de Vialidad.
Fue docente de la Escuela de Agronomía de la Universidad Nacional de Cuyo, colaborando como ayudante de laboratorio y jefe de trabajos prácticos de la cátedra de Silvicultura. En 1949 fue designado como profesor de Taxonomía y Fitogeografía.

## Viaje a la Antártida
En diciembre de 1949 formó parte de la misión científica de las Universidades Argentinas en las campañas antárticas. Durante el viaje tuvo la oportunidad de colectar ejemplares de flora y fauna así como muestras petrográficas, que a su regreso fueron estudiados y pasaron a formar parte del patrimonio de la Universidad Nacional de Cuyo.

## Las primeras colectas y el Herbario Mendoza Ruiz Leal
Las primeras colectas de plantas las realizó motivado por las enseñanzas de su profesor de secundaria Renato Sanzin, su primer herbario registraba colectas de las plantas denominadas “malezas” que crecían en los viñedos de la familia y en las acequias de la ciudad. La primera planta colectada y herborizada por Ruiz Leal fue una especie exótica denominada "abrepuño" (Centaurea melitensis) en 1916.
En 1972, Ruiz Leal cede su herbario con aproximadamente 29.000 ejemplares al Conicet y en 1973 se incorpora al Instituto Argentino de Investigaciones de las Zonas Áridas con el nombre de herbario Mendoza Ruiz Leal (MERL).

## Premios y reconocimientos
El 18 de marzo de 1954 la Universidad Nacional de Cuyo le otorga el título de doctor honoris causa.

## Eponimia
Una calle del Departamento Capital en la provincia de Mendoza lleva su nombre.
El Herbario del Instituto Argentino de Investigaciones de las Zonas Áridas (IADIZA CCT CONICET) en la ciudad de Mendoza lleva su nombre.

## Obras
- Burgos, J. C., & Ruiz Leal, A. (1955). Los árboles y arbustos indígenas cultivados como ornamentales en la ciudad de Mendoza y alrededores. Revista de la Facultad de Ciencias Agrarias, Tomo 5 2: 1-17
- Rasanen,V. & Ruiz Leal, A.(1948). Flora liquenológica de Mendoza (Argentina) II. Líquenes de la región del Cerro Aconcagua. Anales Soc. Cient. Arg. 145: 242-251
- Ruiz Leal, A. (1946). Teratología en" Pterocactus" (Cactaceae, Opuntioideae). Lilloa, 61-66.
- Ruiz Leal, A. (1949). Viaje a la Antártida Argentina.  Revista de la Facultad de Ciencias Agrarias, 1 (2):73.
- Ruiz Leal, A. (1951). La ruta de la Quebrada de Horcones hasta el Aconcagua. Actas de la XV Semana de Geografía. Soc. Argent. de Estudios Geogr. GAEA: 99-131.
- Ruiz Leal, A. (1954). Dos gastromycetales (Phallinales) nuevos para la flora mendocina. Revista de la Facultad de Ciencias Agrarias, 4(1):41-46.
- Ruiz Leal, A., & Roig, F. A. (1955). Observaciones del efecto de la nieve sobre las plantas en el arroyo Nield y valle del Atuel (Mendoza). Revista de la Facultad de Ciencias Agrarias, 5(1):1-23.
- Ruiz Leal, A. (1956). Los árboles indígenas cultivados en la ciudad de San Juan. Revista de la Facultad de Ciencias Agrarias, 6(1):1-17.
- Ruiz Leal, A. &  Roig, F. A. (1956). Debe mantenerse la ciencia pura en un instituto de la Universidad Nacional de Cuyo. Ciencia e Investigación 12:181-182.
- Ruiz Leal, A. (1956). Observaciones sobre la biología de tres Cactáceas argentinas. Revista de la Facultad de Ciencias Agrarias, 6(1):29-62.
- Ruiz Leal, A. (1958). Una cucurbitácea nueva para la flora mendocina. Revista de la Facultad de Ciencias Agrarias, 7(1):49-62.
- Ruiz Leal, A., & Roig, F. (1959). Erial de vegetación en montículos. Boletín Estudios Geográficos, 6(25): 161-209.
- Ruiz Leal, A (1959). El desarrollo de estructuras subcirculares en algunas plantas. Revista Agr. Noroeste Arg. 3: 83-138.
- Ruiz Leal, A., & Roig, F. A. (1961). Malezas y plantas adventicias nuevas para la provincia de Mendoza I. Revista de la Facultad de Ciencias Agrarias, 9:151-171.
- Ruiz Leal, A., & Welkerling de Tacchini, E. M. L. 1962. Una variedad argentina nueva de Juglans regia l.(jungladaceae). Revista de la Facultad de Ciencias Agrarias, 9(2):15-16.
- Ruiz Leal, A. (1964). Notas fanerogámicas mendocinas I. Revista de la Facultad de Ciencias Agrarias, 11(1-2):159-179.}
- Ruiz Leal, A., & Roig, F. A. (1964). Malezas y plantas adventicias nuevas para la provincia de Mendoza II. Revista de la Facultad de Ciencias Agrarias, 11:1-2.
- Ruiz Leal, A. (1965). Notas fanerogámicas mendocinas II. Revista de la Facultad de Ciencias Agrarias,  12(2):181-200.
- Ruiz Leal, A (1969). Guía botánica del viaje desde Uspallata hasta el Cristo Redentor. X Jornadas Arg. De Bot. UNC., Mendoza.